# HD 192699
Désignations
HD 192699, officiellement nommée Chéchia depuis 2019, est une étoile sous-géante jaune située à ∼ 234,9 a.l. (∼ 72 pc) de la Terre dans la constellation de l'Aigle. Elle a une magnitude apparente de 6,44. Elle était possiblement une étoile blanche de la séquence principale avant de devenir une sous-géante, sur la base d'une masse qui était estimé à 1,68 M☉. En avril 2007, une exoplanète a été annoncée en orbite autour de l'étoile, en même temps que HD 175541 b et HD 210702 b.
HD 192699 porte le nom de Chéchia. Le nom a été choisi dans la campagne NameExoWorlds par la Tunisie, organisée à l'occasiondu 100e anniversaire de l'UAI. Une chechia est un chapeau traditionnel de laine rouge à surface plate,.

## Système planétaire
| Planète          | Masse    | Demi-grand axe (ua) | Période orbitale (jours) | Excentricité | Inclinaison | Rayon |
| ---------------- | -------- | ------------------- | ------------------------ | ------------ | ----------- | ----- |
| HD 192699 b (en) | 2,096 MJ | 1,063               | 340,94                   | 0,082        |             |       |